# Трохил
Трохил је у грчкој митологији био полубог или херој елеусинских мистерија или свештеник богиње Деметре.

## Митологија
Трохил је вероватно управљао светим воденичним точком. Заправо, његово име је можда изведено од грчке речи trokhos, што значи „точак“, те trochazô, што би значило „окретати се попут точка“. Трохил је вероватно иста личност као и Долих, елеусински господар кога је поменуо Хомер у химни Деметри. Трохилови родитељи нигде нису наведени, а његови синови, које је имао са Елеусином су били Триптолем и Еубулеј.

## Биологија
Латинско име ове личности (Trochilus) је назив за род птица.